# Cmentarz w Terebiniu
Cmentarz w Terebiniu – prawosławny, następnie katolicki cmentarz w Terebiniu, administrowany przez miejscową parafię rzymskokatolicką.

## Historia
Cmentarz został założony na potrzeby parafii prawosławnej utworzonej w Terebiniu w 1875, gdy wskutek likwidacji unickiej diecezji chełmskiej miejscowa świątynia unicka przymusowo powróciła do pierwotnego wyznania prawosławnego. Prawdopodobnie nekropolię wytyczono po 1875, rezygnując tym samym z pochówków na placu przycerkiewnym. Prawosławni użytkowali cmentarz do I wojny światowej. Jeden z zachowanych nagrobków wzniesiono na grobie zmarłej w 1880 „opornej” unitki. W 1915 w jego granicach urządzono kwaterę poległych żołnierzy niemieckich i rosyjskich. W okresie międzywojennym i powojennym na cmentarzu odbywały się sporadyczne pogrzeby prawosławne; cerkiew w Terebiniu została w 1921 przejęta przez katolików. W 1994 cmentarz został powiększony w kierunku południowym i południowo-wschodnim z przeznaczeniem na nowe pochówki rzymskokatolickie.
Na początku lat 90. XX wieku na cmentarzu znajdowało się ok. dwudziestu prawosławnych nagrobków sprzed II wojny światowej, w większości krzyży na postumentach lub słupach, uszkodzonych (zniszczone krzyże prawosławne), z inskrypcjami cerkiewnosłowiańskimi. Wyjątkiem jest nagrobek unitki, na którym znajduje się inskrypcja w języku polskim. Zachowane nagrobki dekorowane są wielostopniowymi gzymsami, niewielkimi pilastrami. Jeden nagrobek, datowany na r. 1905, został wzniesiony z cegły, ma formę dwukondygnacyjnego słupa.
Kwatera wojenna na cmentarzu została wpisana do rejestru zabytków.

## Galeria

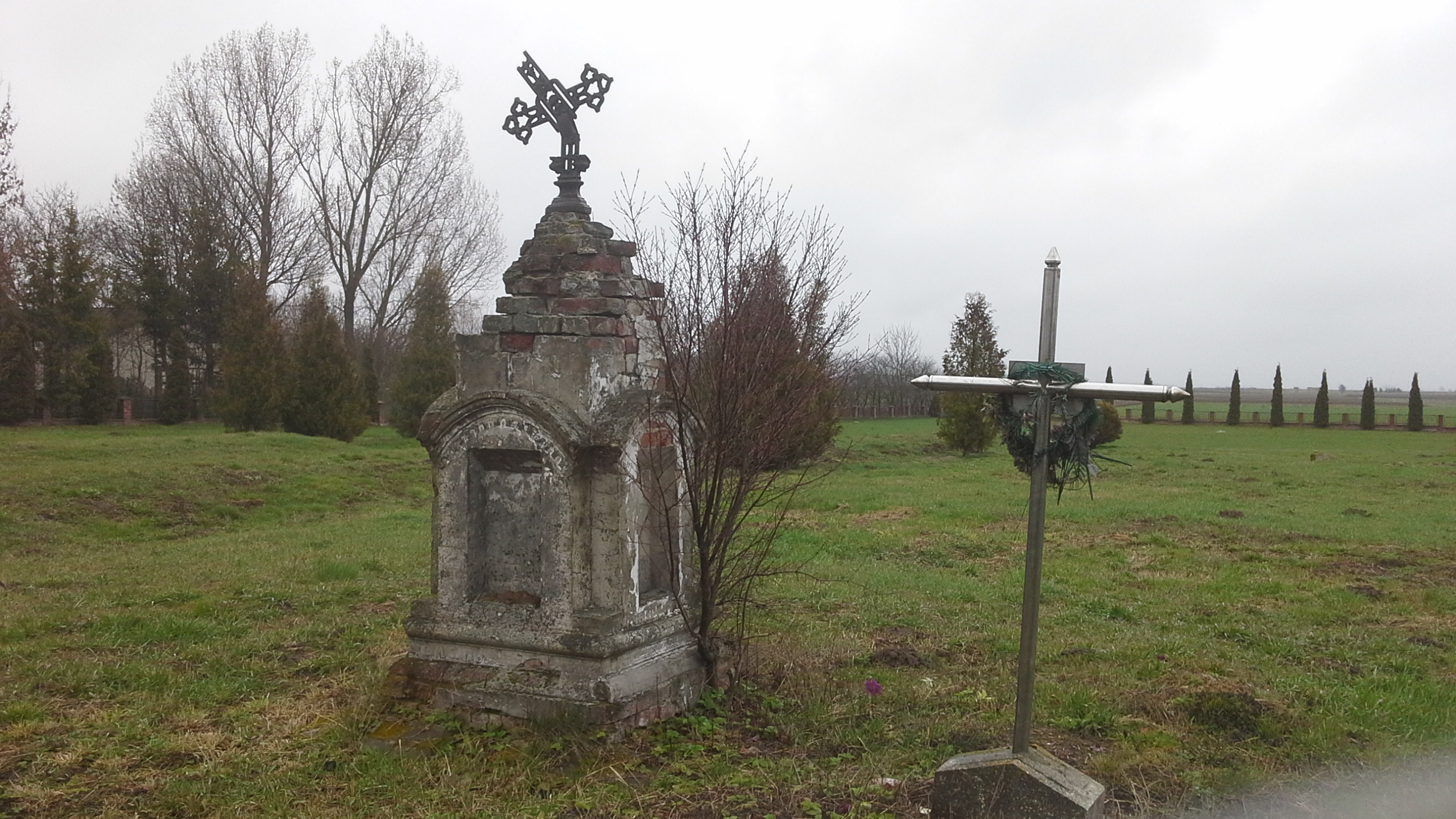
Nagrobek prawosławny z 1905
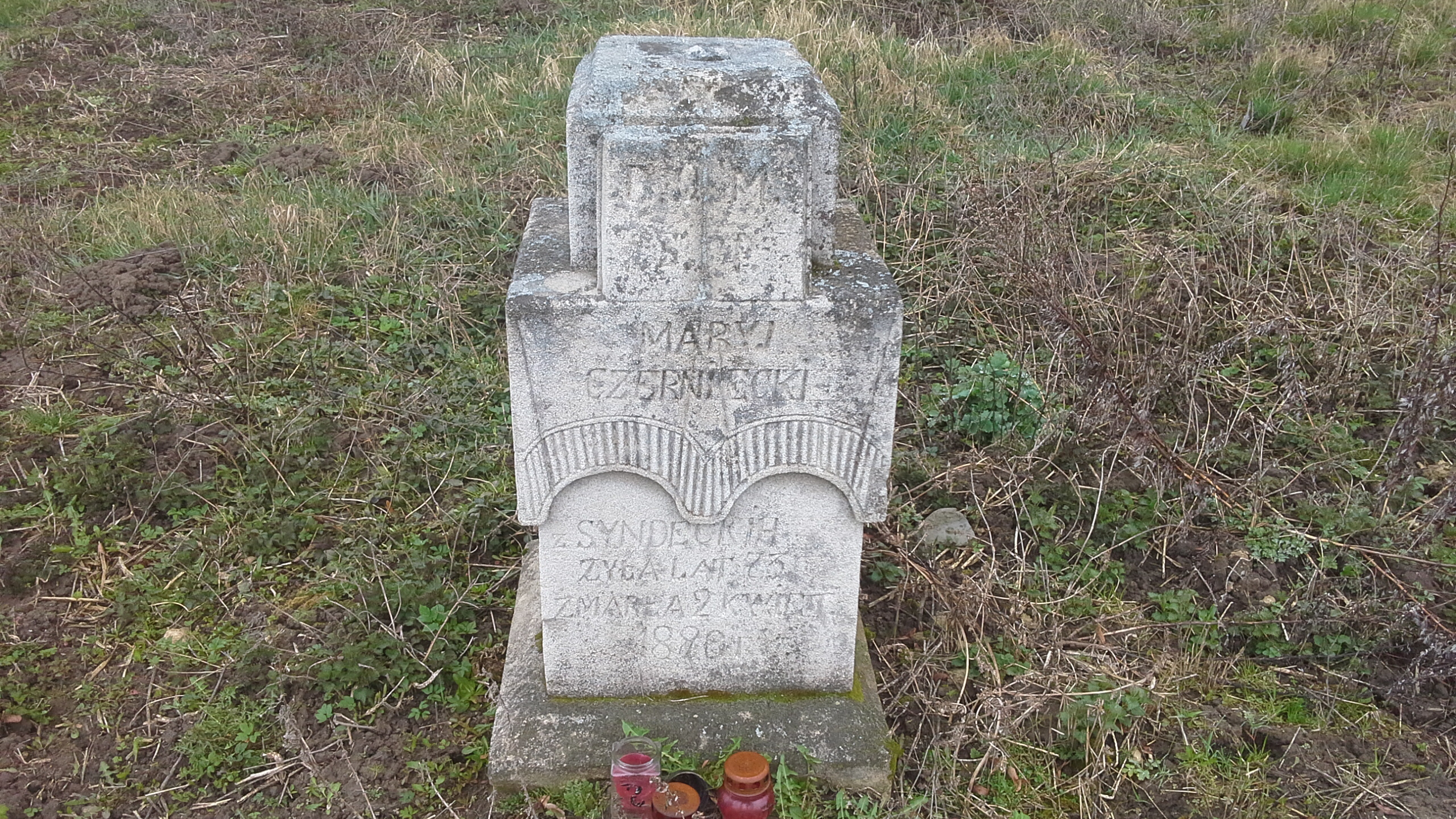
Nagrobek unicki z 1880
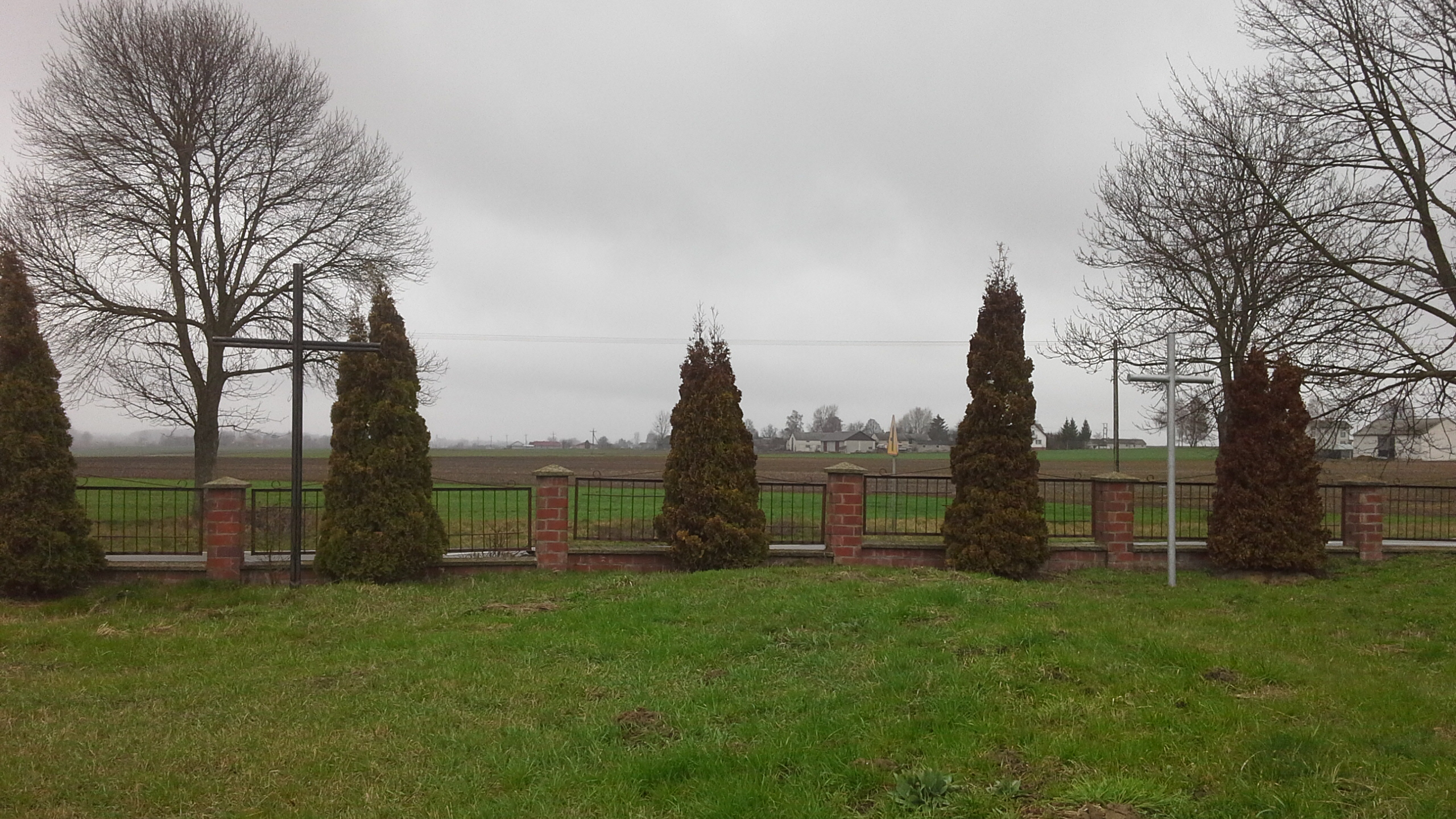
Zbiorowy grób wojenny z 1915
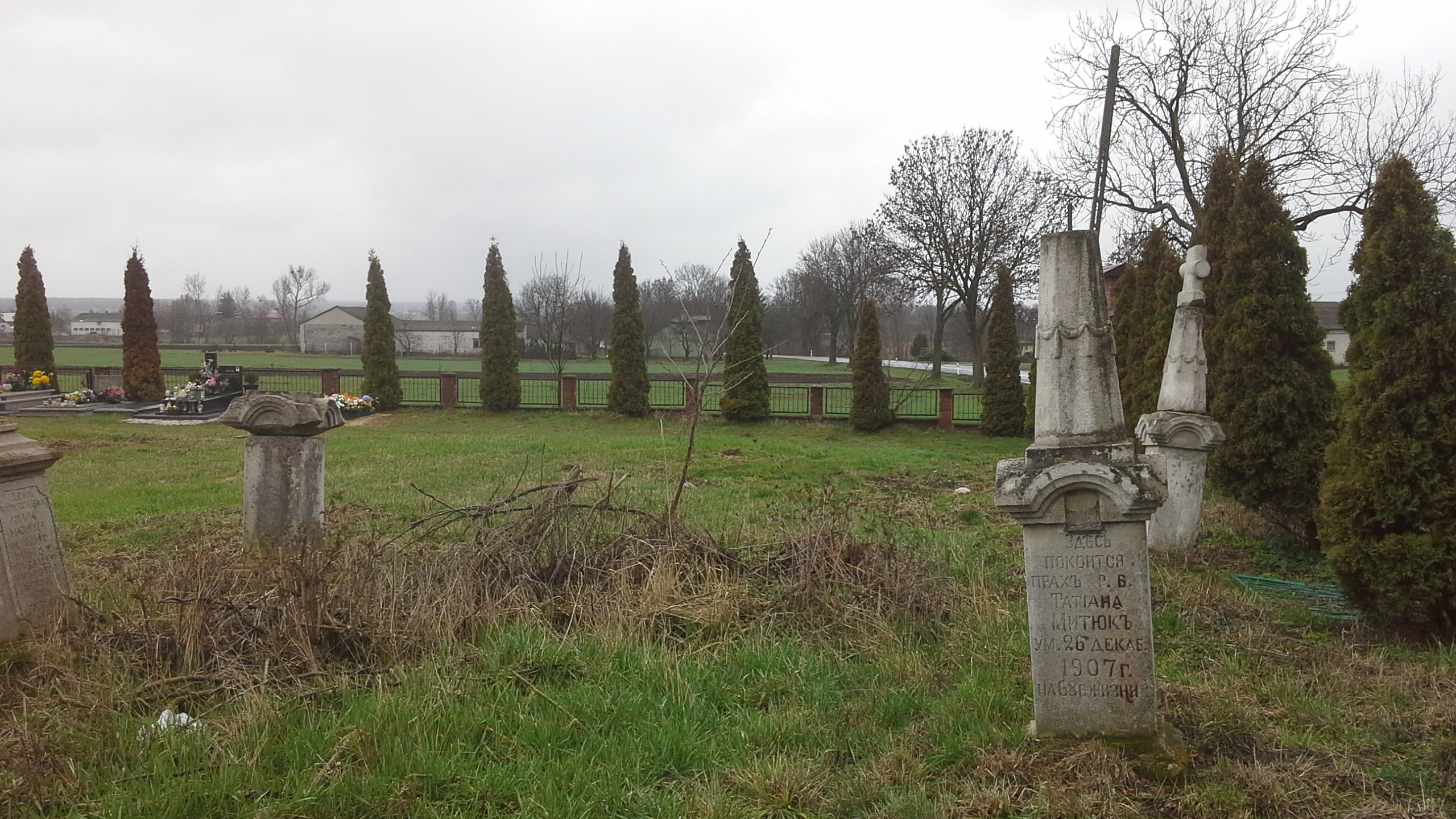
Nagrobek prawosławny z 1907 i nowe groby rzymskokatolickie